# Inside Facts
Inside Facts è un cortometraggio muto del 1915 diretto da Richard Stanton.

## Produzione
Il film fu prodotto dall'Universal Film Manufacturing Company.

## Distribuzione
Distribuito dall'Universal Film Manufacturing Company, il film - un cortometraggio di una bobina - uscì nelle sale cinematografiche statunitensi il 28 novembre 1915.